# Schliwa
Schliwa ist ein deutscher Familienname.

## Herkunft und Bedeutung
Schliwa ist ein Berufsname und die eingedeutschte Variante zum polnischen Familiennamen Śliwa.

## Namensträger
- Manfred Schliwa (* 1945), deutscher Zellbiologe